# Нарвская художественная галерея
Нарвская художественная галерея (эст. Narva Kunstigalerii) — учреждение культуры города Нарва, Эстония. Расположена в исторической части города, на улице Вестервалли, 21.

## Экспозиция
Галерея располагается на площади 650 м2. Основу экспозиции составила коллекция произведений искусств, собранная супругами Лаврецовыми (См. Музей супругов Лаврецовых). В постоянной экспозиции также выставлены спасенные из нарвских церквей во время Великой Отечественной войны средневековые деревянные скульптуры.
В галерее проводятся выставки современных художников Эстонии и Западной Европы.

## История
Открыта 21 апреля 1991 года. Расположена в бывшем складе (магазейне), одном из немногих зданий в старом городе, которое пережило Великую Отечественную войну. 
Здание старинной постройки (последняя четверть XVIII века). Сильно пострадавшее в годы войны, здание было восстановлено и использовалось как учебный корпус завода «Балтиец». В конце 1980-х годов было реконструировано.